# Marockanska mästerskapet (volleyboll, damer)
Marockanska mästerskapet i volleyboll för damer organiseras av Fédération Royale Marocaine de Volley-Ball.

## Resultat per år
| Säsong               | Podium | Podium | Podium |
| Mästare              | Tvåa   | Trea   |        |
| -------------------- | ------ | ------ | ------ |
| 2022 mer information | ASFAR  |        |        |
| 2023 mer information | ASFAR  |        |        |